# Hinttalaki
Hinttalaki är en kulle i Finland.   Den ligger i den ekonomiska regionen  Fjäll-Lappland  och landskapet Lappland, i den norra delen av landet, 800 km norr om huvudstaden Helsingfors. Toppen på Hinttalaki är 253 meter över havet.
Terrängen runt Hinttalaki är huvudsakligen platt.  Trakten runt Hinttalaki är nära nog obefolkad, med mindre än två invånare per kvadratkilometer.